# Aftenvagten
Aftenvagten er en tv-serie fra NBC, der udspilles i New York og omhandler politifolk, brandmænd og ambulanceførere. Serien blev oprindeligt sendt i perioden 1999 til 2005 og består af i alt 132 afsnit.